# 어메니티
어메니티(영어: amenity)는 환경보전, 종합 쾌적성, 청결, 친근감, 인격성, 좋은 인간관계, 공생 등의 여유(경제성, 문화성 등), 정감(환경성, 쾌적성 등), 평온(안전성, 보건성 등)이라고 하는 다양한 가치개념에서 접근하여 왔으며, "인간이 살아가는데 필요한 종합적인 쾌적함"이라고 할 수 있다.
즉, 인간과 환경의 만남에서 일어나는 장소성에서부터 심미성에 이르기까지 매우 다양하고 복합적인 개념을 지니고 있다. 최근에는 가치 지향적 어메니티에 대한 관심이 커지면서 시장접근방식이 논의되고 있고 공공재적 가치 개념에 따라 직접지불제의 대상으로 확대되고 있다.

## 같이 보기
- 농산어촌경관학회
- 농산어촌어메니티연구회